# Microcharon thracicus
Microcharon thracicus là một loài chân đều trong họ Microparasellidae. Loài này được Cvetkov miêu tả khoa học năm 1965.